# 毛無峠 (北海道)

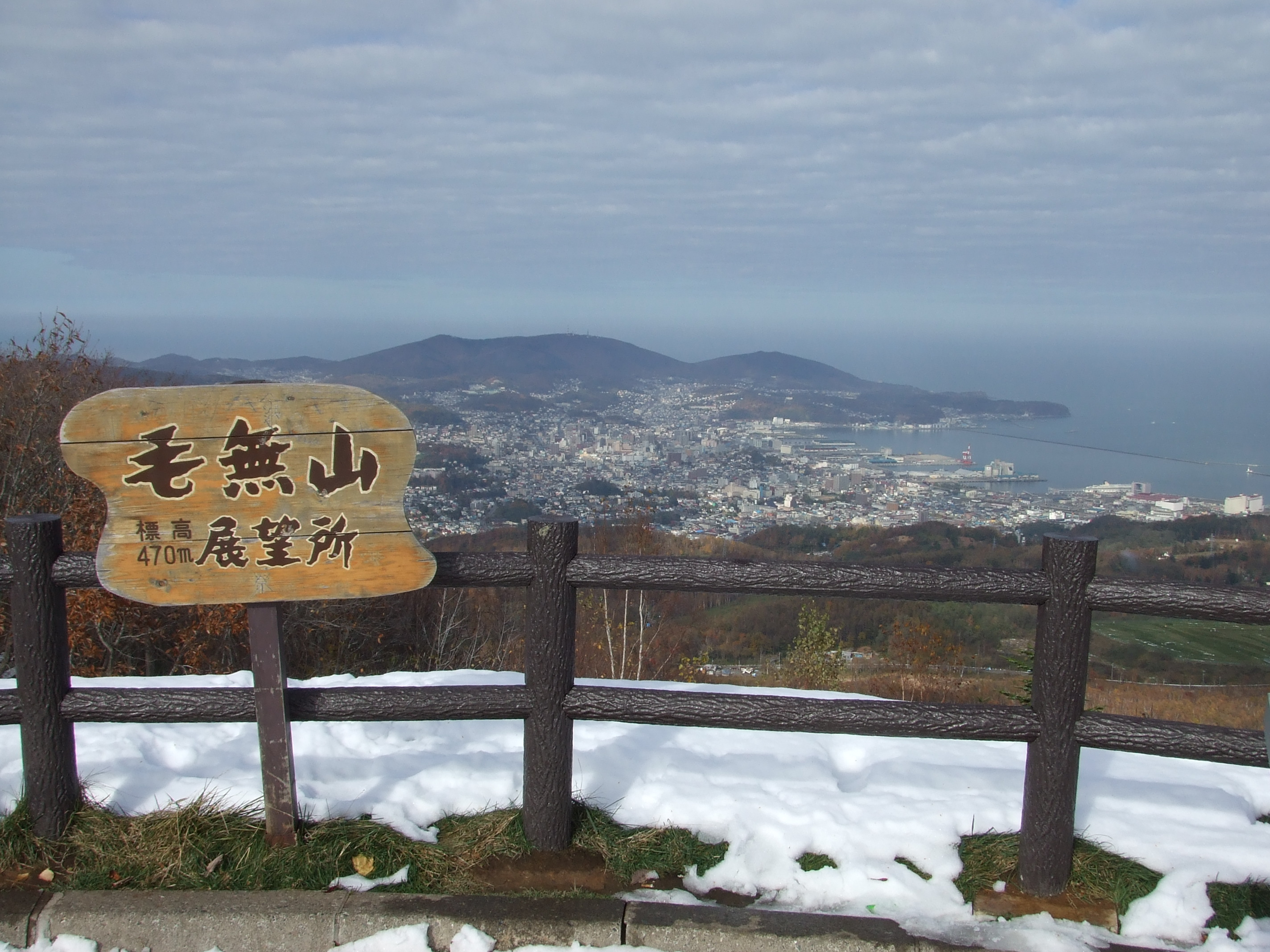
毛無山展望所（2010年10月）

毛無峠（けなしとうげ）は、小樽市と余市郡赤井川村の境にある国道393号の峠。
毛無（けなし）とはアイヌ語の「ケナシ」kenas（山林）を漢字音訳したものと考えられている。

## 概要
小樽側の毛無山までの区間は急勾配とヘアピンカーブ（つづら折れ）が続き、最小曲線半径30m、最急勾配7.4%になっている。峠の頂上付近は尾根の中腹を等高線に沿って進む区間が続き、最高点は小樽市と赤井川村の境界からやや赤井川側に位置している。赤井川側の線形は比較的緩やかとなっている。

## 歴史
小樽峠に代わる小樽 - 赤井川間の道路として1951年（昭和26年）に砂利道が開削された。1982年（昭和57年）の国道昇格後、1988年（昭和63年）までに対面通行可能な2車線の舗装道路が整備され、1991年（平成3年）には通年通行が可能となった。2008年（平成20年）には赤井川 - 倶知安間（赤井川道路）が全線開通し、地域間交流やニセコ方面への観光ルートとしての機能が向上した。

## 周辺
小樽側ヘアピンカーブ区間には北海道ワイン本社がある。「小樽八区八景」の1つである毛無山展望所（冬期間は閉鎖）は、日本夜景遺産の「自然夜景遺産」にも選定されている眺望ポイントである。赤井川側にはホピの丘やキロロリゾートへの入口がある。